# Cobthach Cael Breg
Cobthach Cael Breg (irl. Cobthach Caol Bhreagh; Cobthach Mały z Bregi) – legendarny zwierzchni król Irlandii z dynastii Milezjan (linia Eremona) w latach 281-264 p.n.e. Syn Ugaine’a Mora („Wielkiego”), zwierzchniego króla Irlandii.
Objął władzę po zamordowaniu swego rodzonego brata, Loegaire’a I Lorca („Mordercy”) w Carman (ob. Wexford). Są rozbieżności w źródłach, co do czasu jego rządów. Roczniki Czterech Mistrzów podały pięćdziesiąt, Księga najazdów Irlandii („Lebor Gabála Érenn”) podała trzydzieści lat, a Roczniki z Clonmacnoise siedemnaście lat rządów. Cobthach zabił także swego bratanka Oiliola (Aililla) Aine’a („Radosnego”), syna Loegaire’a I, oraz skazał jego syna Labraida Loingsecha („Żeglarza”) na wygnanie do dzisiejszej Francji. Po pewnym czasie pogodził się z nim, zawierając pokój oraz dając mu prowincję Gailian, mianowicie Leinster. Jednak relacje między nimi znowu się popsuły. Doszło wówczas do wojny. Cobthach został zaproszony przez Labraida na święta, po czym zdradziecko spalony, wraz z trzydziestoma królami iryjskimi, w Dinn Righ na skraju Bearbha w czasie Świąt Bożego Narodzenia. Labraid Loingsech w ten sposób zemścił się za śmierć ojca i dziadka oraz objął zwierzchni tron irlandzki. Cobthach pozostawił po sobie dzieci, w tym syna Melge’a Molbthacha („Chwalebnego”), przyszłego mściciela śmierci ojca oraz zwierzchniego króla Irlandii.